# متحدون لتعزيز السنغال
متحدون لتعزيز السنغال هو ائتلاف سياسي سنغالي، نشط في الانتخابات البلدية في 22 مارس 2009.  ويتكون الائتلاف من عدد من الأحزاب المعارضة للحزب الديمقراطي السنغالي الحاكم بزعامة الرئيس عبد الله واد وائتلافه سوبي.  يشمل التحالف الحزب الاشتراكي السنغالي وتحالف قوى التقدم وجبهة الاشتراكية والديمقراطية وحركة الإصلاح للتنمية الاجتماعية . ومن بين أعضاء التحالف البارزين خليفة سال وبيرام ساسوم سي ودودو عيسى نياسي وحوا ضياء تيام.  ألوان الحزب هي الأخضر والأصفر.

## انتخابات مارس 2009
حقق الحزب العديد من الانتصارات الملحوظة في انتخابات عام 2009، بما في ذلك انتخاب خليفة سال عمدة لداكار  والشيخ بامبا دياي عمدة سانت لويس.  فاز مرشحو الحزب بمقاعد محلية في جميع أنحاء السنغال في انتخابات مارس، بما في ذلك جوال فاديوث في مقاطعة مبور، فاز مرشحو الحزب بـ 12 مجلسًا محليًا من أصل 16.   في الفترة التي سبقت انتخابات عام 2009، بدأت الانقسامات تظهر في الائتلاف.

## روابط خارجية
- "Votez Bennoo Siggil Senegaal" : الموقع الرسمي للانتخابات المحلية لعام 2009.
- موقع الحزب الرسمي.